# Ghost Whisperer - Presenze
Ghost Whisperer - Presenze (Ghost Whisperer) è una serie televisiva statunitense di genere thriller e fantasy, ideata dal regista John Gray. Le vicende sono incentrate su una giovane donna, Melinda Gordon, che può comunicare con gli spiriti dei defunti.
I protagonisti sono Jennifer Love Hewitt e David Conrad, a cui si sono aggiunti diversi co-protagonisti: Aisha Tyler nel ruolo di Andrea durante la prima stagione; Camryn Manheim e Jay Mohr nella seconda stagione, rispettivamente nei ruoli di Delia Banks e del prof. Rick Payne; Mohr lascia il cast all'inizio della quarta stagione, mentre appare Jamie Kennedy nel ruolo di Eli James. A partire da metà della terza stagione, inoltre, entra nel cast Christoph Sanders nel ruolo di Ned Banks, subentrando nel personaggio a Tyler Patrick Jones.
Il 18 maggio 2010, dopo cinque stagioni, la CBS ha annunciato la cancellazione definitiva della serie.

## Trama
Melinda Gordon è una giovane imprenditrice che, in società con la sua amica Andrea Marino, gestisce un piccolo negozio di antiquariato, nella cittadina di Grandview, New York. Dietro al suo carattere gioioso e aperto si nasconde uno sconcertante segreto: fin da bambina è capace di vedere e comunicare con i fantasmi che rappresentano le anime dei morti che per un qualsiasi motivo non sono passate nell'aldilà, per aiutarle a "passare oltre".
La missione di aiutare le anime a "entrare nella luce" le è stata affidata da sua nonna, anch'ella dotata dello stesso potere. Anche Beth, la madre di Melinda, condivide lo stesso dono, ma ha un approccio differente dalla figlia: non riuscendo a sopportare l'empatia e la comunicazione con i fantasmi, ha sempre cercato la fuga da sé stessa e dal suo potere.
Gli episodi hanno tutti una struttura narrativa simile e piuttosto semplice: Melinda entra in contatto con un fantasma in maniera quasi casuale e lo aiuta a comprendere le ragioni per le quali è rimasto legato alla terra, cercando spesso la collaborazione delle persone con le quali il fantasma era stato legato in vita e talvolta risolvendo misteri legati alla vita delle persone coinvolte nella vicenda.
Nel corso delle varie stagioni, Melinda si trova ad affrontare diversi potenti nemici, che si vogliono opporre al suo compito di aiutare i morti a passare oltre.

## Personaggi e interpreti
- Melinda Gordon (stagioni 1-5), interpretata da Jennifer Love Hewitt, doppiata da Stella Musy.
- Andrea Marino (stagioni 1-2), interpretata da Aisha Tyler, doppiata da Laura Romano.
- Jim Clancy/Sam Lucas (stagioni 1-5), interpretato da David Conrad, doppiato da Francesco Bulckaen.
- Delia Banks (stagioni 2-5), interpretata da Camryn Manheim, doppiata da Francesca Guadagno.
- Rick Payne (stagione 3; ricorrente: stagione 2; special guest: stagione 4), interpretato da Jay Mohr, doppiato da Riccardo Rossi.
- Ned Banks (stagioni 4-5; ricorrente: stagione 3), interpretato da Christoph Sanders, doppiato da Fabrizio De Flaviis.
- Eli James (stagioni 4-5), interpretato da Jamie Kennedy, doppiato da Massimiliano Manfredi.

## Distribuzione
In Italia la serie è andata interamente in onda dal 1º marzo 2006 al 20 settembre 2010 in esclusiva sul canale satellitare Fox Life e, per la programmazione in chiaro, è stata trasmessa dal 28 giugno 2007 al 25 aprile 2011 su Rai 2.

## Episodi
| Stagione         | Episodi | Prima TV originale | Prima TV Italia |
| ---------------- | ------- | ------------------ | --------------- |
| Prima stagione   | 22      | 2005-2006          | 2006            |
| Seconda stagione | 22      | 2006-2007          | 2007            |
| Terza stagione   | 18      | 2007-2008          | 2008            |
| Quarta stagione  | 23      | 2008-2009          | 2009            |
| Quinta stagione  | 22      | 2009-2010          | 2010            |

### Webisodi:The Other Side
Nell'episodio finale della seconda stagione di Ghost Whisperer, intitolato "Il quinto segno", fa una breve apparizione un personaggio chiamato Zach. Si ripresenta nella terza stagione, quando Melinda lo aiuta a passare oltre.
Il personaggio di Zach (interpretato da Mark Hapka) è il protagonista di una serie inedita di 8 webisodi, con alcuni extra e "dietro le quinte", prodotta dal sito ufficiale della CBS dedicato a Ghost Whisperer, in esclusiva on-line. Zach è descritto come un giovane corriere espresso, che muore mentre sta consegnando una busta. Il ragazzo conosce alcuni spiriti e cerca di capire la ragione della sua morte, tormentando colui che crede esserne il responsabile, Danny.
Questa sorta di spin-off, in cui Melinda Gordon non appare, propone il punto di vista di uno spirito, attraverso le sue prime esperienze nell'aldilà.

## Produzione
La piazza della città in cui Melinda ha il negozio di antiquariato al 2011 è ancora allestita negli Universal Studios, dove la serie è stata interamente girata: è la stessa piazza utilizzata nei film della trilogia di Ritorno al futuro, privata del famoso orologio che l'avrebbe resa troppo riconoscibile.